# Guenrikh Liouchkov
Guenrikh Samoïlovitch Liouchkov (en russe : Люшков, Генрих Самойлович ; en ukrainien : Генріх Самойлович Люшков, Henrikh Samoïlovytch Liouchkov), né en 1900 à Odessa, en Ukraine, et disparu le 7 août 1945, est un homme politique et un militaire soviétique. Il fut commandant de la police politique NKVD de la région Est du 31 juillet 1937 au 13 juin 1938.

## Biographie

### Origine et travail au sein de la police secrète
Liouchkov est né à Odessa, dans l'Empire russe, en 1900. Son père était juif, il gérait un atelier de tailleur. Liouchkov commence son éducation en 1908 et la termine en 1915. Durant ses études, il rejoint avec son frère le Parti bolchevik et prend part à la révolution russe de 1917. En avril 1919, il reçoit une formation politique à Kiev. Pendant son séjour à Kiev, la guerre civile russe éclate et, après avoir obtenu son diplôme en septembre, il est affecté à la 14e armée bolchevique et devient commissaire politique.
En novembre 1920, il rejoint la Tchéka d'Odessa, qui est connue pour sa cruauté et sa corruption, car cette unité avait recruté de nombreux criminels et d'ex-criminels. Il sert également à Moscou et en Ukraine. Lorsque la Tchéka est restructurée et devient la Guépéou, vers 1930, Liouchkov est affecté à une mission d'« information industrielle » en Allemagne, où il supervise les activités au sein de la société d'aviation Junkers dans le cadre des relations alors cordiales entre la « République de Weimar » et l'URSS.
Liouchkov revient en Union soviétique et travaille au sein du NKVD. Il est affecté en tant que chef du NKVD de la région de la mer Noire et décoré de l'ordre de Lénine. Il est député du Soviet suprême et membre du Comité central du Parti.
Pendant les Grandes Purges, Liouchkov dirige à Moscou les interrogatoires de Grigori Zinoviev et Lev Kamenev. Plus tard, il gagne une réputation de « tyran arrogant, arbitraire et sadique ». Le 31 juillet 1937, il reçoit sa dernière affectation, comme chef du NKVD en Extrême-Orient russe. Il y commande directement 20 000 à 30 000 hommes de NKVD. Quand Liouchkov est nommé à ce poste, il avait, selon un entretien avec un Japonais des affaires militaires, donné des ordres personnels pour l'élimination des prétendus « saboteurs » pendant les Grandes Purges (une période de l'histoire soviétique, pendant laquelle Joseph Staline fit arrêter et exécuter de nombreux cadres et intellectuels soviétiques). Il semble que Liouchkov fut alors pris dans la « compétition délatrice » entre cadres, où le plus vif à dénoncer les autres pouvait espérer échapper ainsi aux purges qui frappaient ses camarades, tels Balitski (ancien chef du NKVD dans l'Extrême-Orient, dont le remplaçant fut Liouchkov), ou encore Vassili Blücher (un maréchal de l'Union soviétique), et A. I. Lapin (commandant de corps de l'Armée de l'air).
Liouchkov reste peu de temps à ce poste. Alors que les Grandes Purges étaient proches de leur apogée et que le patron du NKVD Nikolaï Iejov perdait progressivement son pouvoir, Liouchkov reçoit l'ordre de retourner à Moscou. Ses deux prédécesseurs à son poste, Deribas et Balitski, ayant tous les deux été éliminés, Liouchkov anticipe sa propre arrestation et exécution.

### Défection
Pour préparer sa défection, Liouchkov s'arrangea pour que son épouse, Inna, puisse aller en Pologne avec sa fille de onze ans afin d'y recevoir un traitement médical. Son plan était qu'Inna insère un code dans un télégramme signalant ainsi à Liouchkov qu'elle était en lieu sûr et qu'il pouvait quitter l'Union soviétique. Dans des circonstances inconnues, cependant, Inna et sa fille furent arrêtées. Bien que le sort de la fille reste inconnu, on sait qu'Inna fut maintenue dans une prison de la Loubianka, torturée pour obtenir des informations, et exécutée en 1938. Les autres membres de la famille de Liouchkov furent arrêtés et emprisonnés dans les camps sibériens du Goulag. Sa mère et son frère furent tués, mais sa sœur survécut à sa peine d'emprisonnement.
Le 13 juin 1938, Liouchkov quitte l'Union soviétique en franchissant la frontière avec la Chine en emportant avec lui des documents secrets sur les forces militaires soviétiques dans la région, beaucoup plus importantes que les Japonais ne le pensaient. Liouchkov est le plus haut gradé de la police secrète à faire défection. Il connaissait bien le déroulement des purges au sein de l'Armée rouge, pour y avoir lui-même participé. Sa défection resta initialement un secret d’État pour le Japon, mais la décision fut rapidement prise d'en informer le monde. Une conférence de presse fut organisée dans un hôtel de Tokyo le 13 juillet 1938, un mois après que Liouchkov ait fait défection. Liouchkov fut accusé par Moscou d'être un imposteur et le New York Times douta également de son histoire.

### Au service des Japonais
Au cours de ses entrevues avec les militaires japonais, Liouchkov adopte une position anti-stalinienne. Cependant, ses opinions politiques restaient socialistes par nature, selon les souvenirs de certains officiers de renseignement japonais, Liouchkov se qualifiant lui-même de trotskiste.
Liouchkov est en mesure de détailler les forces de l'Armée rouge en Extrême-Orient, en Sibérie et en Ukraine, et il fournit les codes radio de l'Armée rouge. Liouchkov produit des informations utiles spécifiques aux opérations militaires, il travaille avec les officiers de renseignement japonais. Mais le personnel de l'armée impériale japonaise avait des inquiétudes, cependant, au sujet de son état psychologique, en particulier concernant l'état de sa femme et de sa fille, dont il n'avait pas de nouvelles depuis sa défection. Après une recherche fructueuse par des agents de renseignement japonais pour retrouver sa famille, les Japonais voulurent lui présenter une nouvelle femme russe. À un certain moment, il envisage de se rendre aux États-Unis et prend contact avec un éditeur américain au sujet d'une autobiographie qu'il écrivait. Il comptait quitter le Japon.
Après la capitulation de l'Allemagne, Liouchkov est envoyé par le Japon le 20 juillet 1945 afin de travailler pour les autorités japonaises installées au Mandchoukouo.

### Disparition
Le 7 août 1945, Liouchkov disparaît lors du déclenchement de l'invasion soviétique de la Mandchourie. Il aurait été vu pour la dernière fois parmi une foule dans une gare à Dairen. Son sort reste incertain : il aurait été capturé par l'Armée rouge ou tué sur les ordres d'un officier de renseignement spécial japonais pour l'empêcher de donner des secrets militaires à l'Union soviétique,.